# Xebékino
Xebékino - Шебекино (rus) - és una ciutat de l'óblast de Bélgorod, a Rússia.

## Història
Prop de la vila actual es construí el 1654 la fortalesa Netxegolsk de Bélgorod, al llarg del que a l'època era la defensa de la frontera sud de l'Imperi Rus. L'slobodà Xibékina fou fundada el 1713 i rebé el nom d'un funcionari de l'administració local i propietari en funcions, el lloctinent Ivan Xibeko. L'ortografia canvià de seguida i la vila s'anomenà Xebékina.
Al segle xix la vila pertanyia al lloctinent-general Aleksei Rehbinder, membre d'una família noble germano-bàltica originària de Westfàlia. Xebékina es desenvolupà de seguida gràcies a l'aparició d'una refineria de sucre el 1839. El 1928 la vila esdevingué centre administratiu del raion i rebé el 1938 l'estatus de ciutat així com el seu nom actual.
Durant la Segona Guerra Mundial Txebékino fou ocupada per la Wehrmacht el 14 de juny del 1942 i alliberada per l'Exèrcit Roig el 9 de febrer del 1943.